# Heinrich Severit
William Erich Heinrich Severit (*  19. Dezember 1888 in Northeim; † 9. Mai 1977 ebenda) war ein deutscher Kaufmann, Kommunalpolitiker der NSDAP, NSDAP-Ortsgruppenleiter und Oberbürgermeister der sächsischen Stadt Radebeul.

## Leben
Nach seiner Schulzeit auf dem Gymnasium und Absolvieren der Handels- und Handelshochschule arbeitete Severit von 1911 bis 1912 bei den Berliner Asbestwerken Lehn & Severit. Von 1912 bis 1923 arbeitete er für die Continental-Caoutchouc- und Gutta-Percha Compagnie in Hannover, unterbrochen von 1914 bis 1919 durch seinen Militärdienst im Ersten Weltkrieg.
Vom November 1922 an bis zum November 1923 war Severit in Hannover Mitglied der NSDAP. Wegen seines parteipolitischen Einsatzes für die zu dem Zeitpunkt verbotene Partei verlor Severit seine „leitende Stellung“ bei der Continental.
Im Juni 1924 heiratete Severit Linda Fata, mit der er später zwei Kinder hatte. Ebenfalls ab 1924 übernahm er die Leitung des Importgeschäfts B. Fata in Radebeul, wo er im Haus der Schwiegereltern in der Leipziger Straße 47 wohnte.
Zum 24. Juni 1927 trat Severit wieder in die neu gegründete NSDAP ein (Mitgliedsnummer 63.657). Parallel zu seiner beruflichen Tätigkeit trat Severit als politischer Redner in der Umgebung von Dresden auf und wurde zum Amtswalter der Partei, später zum Ortsgruppenleiter für Radebeul. In den 1930er Jahren wurde ihm rückwirkend seine Parteizugehörigkeit von seinem Eintrittsdatum im Jahr 1922 an angerechnet.
Im Juni 1933 gab Severit seine Tätigkeit als Kaufmann auf und wurde zum 16. Juni 1933 als Nachfolger von Richard Knauthe Erster Bürgermeister von Radebeul; daneben saß er auch im dortigen Stadtrat. 1934 gemeindete Radebeul die Nachbargemeinden Oberlößnitz und Wahnsdorf ein. In der Folgezeit wohnte Severit in der Hindenburgstraße 49, d. h. im ehemaligen Rathaus Oberlößnitz, das zum Wohnhaus umgewidmet wurde.
Am 8. Februar 1934 weilte er persönlich bei Adolf Hitler in der Reichskanzlei, um ihn den Ehrenbürgerbrief von Radebeul und weiteren sächsischen Gemeinden zu übergeben.
Mit dem Zusammenschluss der Nachbarstädte Radebeul und Kötzschenbroda 1935 unter dem neuen Namen Radebeul sowie der Erhebung der Stadt zum bezirksfreien Stadtkreis wurde Severit zum Radebeuler Oberbürgermeister. Wilhelm Brunner, der bis dahin Bürgermeister von Kötzschenbroda war, wurde kurzzeitig Zweiter Bürgermeister unter Severit, bevor er noch 1935 als Oberbürgermeister nach Pirna berufen wurde.
Severit setzte sich in seiner Zeit als Oberbürgermeister schwerpunktmäßig für die Wiederaufrebung der nach der Reblauskatastrophe Ende des 19. Jahrhunderts immer noch erst zu Teilen aufgerebten Weinberge ein, was jedoch nur durch die Ausbeutung ausländischer Zwangsarbeiter möglich war. Zur Schaffung von erschwinglichem Wohnraum setzte er sich unter anderem für die Errichtung der Siedlung der Landessiedlungsgesellschaft Sachsen im Stadtteil Naundorf ein.
Severit war Obersturmführer der SA (Oberleutnant) und Inhaber des Goldenen Parteiabzeichens der NSDAP (sogenannter Alter Kämpfer).
Auf Initiative der Roten Armee versicherte er am 7. Mai 1945 dem sowjetischen Dolmetscher Ilja Bela Schulmann, dass die Stadt Radebeul nicht verteidigt werde, wodurch eine fast kampflose Übergabe der Stadt möglich wurde.
Mit dem Ende des Zweiten Weltkriegs und der zwangsweisen Übergabe der Oberbürgermeister-Amtsgeschäfte am 7. Mai 1945 an Gustav Philipp von der KPD wurde Severit im Speziallager Nr. 4 in Bautzen inhaftiert. 1950 wurde er nach Radebeul entlassen und meldete sich im Mai 1950 in seiner Geburtsstadt Northeim als Zuzug wieder an.
Severit wurde auf dem Northeimer Friedhof beerdigt.